# Ovidiu Silaghi
Ovidiu Ioan Silaghi (ur. 12 grudnia 1962 w Satu Mare) – rumuński polityk i przedsiębiorca, parlamentarzysta, minister, deputowany do Parlamentu Europejskiego (2007, 2013–2014).

## Życiorys
Ukończył w 1987 studia inżynierskie z zakresu mechaniki na Universitatea Transilvania din Brașov. W 2004 uzyskał magisterium z administracji publicznej na Universitatea de Vest „Vasile Goldiș” w Aradzie.
Pracował jako inżynier w jednym z przedsiębiorstw przemysłowych, w latach 90. prowadził własną działalność gospodarczą. Od 1999 do 2004 stał na czele okręgowej izby handlowej, przemysłowej i rolniczej.
Na początku lat 90. zaangażował się w działalność Partii Narodowo-Liberalnej. Od 2000 do 2004 był radnym okręgu Satu Mare. W latach 2004–2008 zasiadał w Izbie Deputowanych.
Pełnił funkcję obserwatora w PE. Po przystąpieniu Rumunii do Unii Europejskiej 1 stycznia 2007 objął mandat eurodeputowanego jako przedstawiciel PNL w delegacji krajowej. Został członkiem grupy Porozumienia Liberałów i Demokratów na rzecz Europy oraz wiceprzewodniczącym Komisji Kontroli Budżetowej.
Z PE odszedł już w kwietniu 2007, obejmując urząd ministra ds. małych i średnich przedsiębiorstw, handlu, turystyki i wolnych zawodów w rządzie Călina Popescu-Tăriceanu. Stanowisko to zajmował do grudnia 2008. W 2010 ponownie został przewodniczącym okręgowych władz liberałów. W 2012 był ministrem transportu w rządzie Victora Ponty, ponownie w tym samym roku wybrany do Izby Deputowanych.
W 2013 ponownie objął mandat eurodeputowanego w miejsce innego z posłów. Nie ubiegał się o reelekcję. Tuż przed końcem kadencji PE zrezygnował z mandatu, powracając do krajowego parlamentu, gdzie dołączył do frakcji Partii Socjaldemokratycznej. W 2014 został wiceprzewodniczącym Partii Liberalno-Reformatorskiej.